# Cantonul Moulins-Sud
Cantonul Moulins-Sud este un canton din arondismentul Moulins, departamentul Allier, regiunea Auvergne, Franța.

## Comune
- Bressolles
- Moulins (parțial, reședință)
- Toulon-sur-Allier